# BMG JAPAN
株式会社BMG JAPAN（ビーエムジージャパン、BMG JAPAN, INC.、登記上の商号: 株式会社BMGJAPAN）は、かつて存在したソニー・ミュージックエンタテインメント日本法人（以下SMEJ）傘下のレコード会社である。2008年9月まではSME米国法人（旧：ソニーBMG・ミュージックエンタテインメント、以下ソニーBMG）の日本法人でもあった。本社は東京都千代田区六番町にあった。
法人格は異なるものの、当社の所在地と規格品番は、株式会社ソニー・ミュージックレーベルズ（以下SML）の社内レーベル「アリオラジャパン」（継承当時は独立株式会社）が引き継いでいる。

## 概要
旧BMGジャパン（ ← BMGビクター ← RVC ← ビクター音楽産業・RCAレコード事業部 ← 日本ビクター・RCAレコード事業部）とファンハウスからなる。
親会社のソニーBMGはコピーコントロールCD（以下CCCD）を積極的に導入した一方、BMGの日本法人であった当社は、2002年7月に導入予定であったが最終的に導入を見送り、その後もCCCDを全く導入しない姿勢を堅持した。
2008年10月に、ソニーBMGがソニー（初代法人、現：ソニーグループ）の完全子会社となったことに伴い、当社もSMEJの完全子会社になった。SMEJ傘下後は、SMEJが音楽協力で関わっているアニメのテーマソングに所属アーティストの楽曲が起用されるようになった。

## 沿革

### RVC
1975年9月21日、米国RCAレコード（現：米国ソニー・ミュージックエンタテインメント）と日本ビクター（現：JVCケンウッド）、ならびにビクター音楽産業（現：ビクターエンタテインメント〈二代目法人〉）の合弁会社としてRVC株式会社（RCA Victor Corporation）を設立。旧日本ビクター音楽レコード事業部の、かつて「S盤」と呼ばれていたRCAレーベル部門をそのまま継承した。
1986年に親会社の米国RCA社（現：仏ヴァンティヴァ社）が経営危機に陥り、子会社のRCAレコードがベルテルスマン（BMG Music、西独）の傘下に入ったことにより、1987年にRVCは後述するBMG Musicの日本法人であるBMGビクターに事業を譲渡して解散する。

### ファンハウス

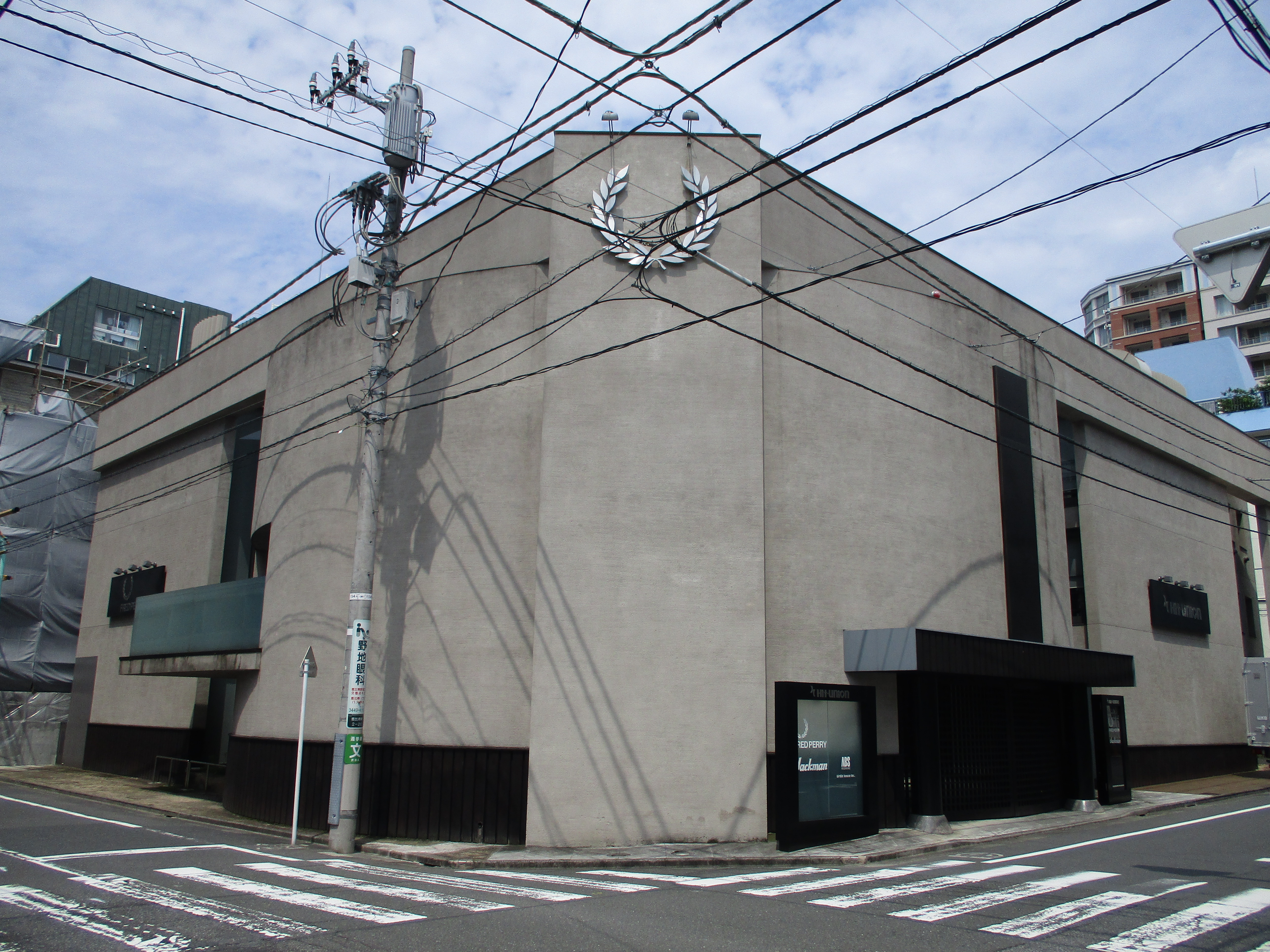
旧恵比寿本社 -「株式会社バーディハウス」と「ヒットユニオン株式会社」が入居している。地上3階・地下2階の構造で、地下2階まで吹き抜けを通すことで日照を確保している。

東芝EMI（現：ユニバーサル ミュージック ジャパン）に制作ディレクターとして勤めていた元ザ・リガニーズの新田和長が1984年4月に独立し、東芝EMIの全額出資を受けて株式会社ファンハウス（FUN HOUSE, INC.）を設立。新田と関わりがあったJ-POPや歌謡曲系の音楽家が東芝EMIから移籍。東芝EMIが販売元となった。
1988年、東芝EMIにディレクターとして勤務していた石坂敬一が同社取締役に就任すると、新田は東芝EMIから全株を取得し、4月にインディーズ系のレコードレーベルとする。
のちに東急グループ（東京急行電鉄→東急）の傘下となり、Bunkamura内で「TOKYU FUN STUDIO」を設立。ポップス系等の販売元をポリドール等に移管したが、歌謡曲やタイアップ系等のレコード・CD等は東芝EMI等からの販売が継続された。
1993年に、録音スタジオが設置された自社ビルを東京都渋谷区恵比寿に、滞在リゾート型の録音スタジオを北海道札幌市の札幌芸術の森に隣接する「札幌アートヴィレッジ地区」にそれぞれ竣工。バブル崩壊後共に売却したが建物はスタジオを含め現存。札幌のスタジオはビートルズのプロデューサー「ジョージ・マーティン」が監修した。
1996年3月に、東急グループから離脱。BMGビクターの子会社となり、全作品の販売元を同社に移管して出資母体のビクターエンタテインメント（初代法人）が流通を担当。同時に録音部セクションが独立し「株式会社バーディハウス」として運営開始。恵比寿の旧本社のスタジオおよびBunkamuraの「Bunkamura Studio」（旧TOKYU FUN STUDIO）の運営管理および録音・マスタリング・アーカイブ業務を行っている。札幌市のスタジオは閉鎖状態を経て、2008年に札幌市のイベント会社「WESS」および松山千春の個人事務所「オフィス・ゲンキ」が買取。「芸森スタジオ」としてリニューアル・オープンした。運営は、WESSおよびオフィス・ゲンキの他にCREATIVE OFFICE CUE、ランタイムミュージックエンタテインメント、クリプトン・フューチャー・メディア、デジタルガレージ等が出資した会社「株式会社SAVE」が行なっている。

### BMGビクター
1987年10月、RCAレコードを買収し、BMG Musicとした西独のベルテルスマンと日本ビクター、並びにビクター音楽産業の合弁会社としてBMGビクター株式会社を設立。代表取締役社長には日本ビクターの常務取締役だった佐藤修（後にポニーキャニオン社長・会長、日本レコード協会会長）が就任。RVCの保有原盤・従業員等を継承。同時にベルテルスマンが以前買収したアリスタ・レコードを日本フォノグラム（現：ユニバーサル ミュージック ジャパン）から販売権を移行。
1992年8月31日、ビーイング（現・B ZONE）制作音源の発売を担う株式会社BMG ROOMS（ビーエムジールームス）を、ビーイングとBMGビクターの共同出資で設立。これにより当該アーティストの発売元がBMGルームス、販売がBMGビクター（厳密はビクター音楽産業が担当）になる。ビーイングに原盤権がある作品は発売権移管によりBMGルームスより再発売されているが、BMGビクターに原盤権がある初期のB'zのシングル・アルバムやB.B.クィーンズの『おどるポンポコリン』等は再発売されていない。BMGルームスは、1995年にビーイングの完全子会社化に伴い「Rooms RECORDS」へ社名変更（現・VERMILLION RECORDS）、本社所在地を渋谷から六本木に移転。1996年8月、BMGビクターとの販売委託契約が満了。販売権はJ-DISC（現・B ZONE）に移管。
1996年3月、ファンハウスが子会社となる。ファンハウス創業者の新田は、BMGビクター取締役・RCAアリオラジャパン（2009年に新設のアリオラジャパンとは無関係）社長に就任。同年10月、日本ビクター並びにビクターエンタテインメントとの合弁契約を解消したが、ビクターエンタテインメントによる販売委託は2008年9月まで継続された。

### BMG JAPAN（BMGファンハウス）
1997年1月、BMGビクターが株式会社BMGジャパンへ社名変更。
1998年、演歌部門を廃止。これに伴い、全所属演歌歌手が移籍。
1999年7月、株式会社BMGジャパンが株式会社ファンハウスを吸収合併。ベルテルスマン資本による株式会社BMGファンハウスが発足、ファンハウス創業者の新田は同社副社長に就任。新田は2001年8月、武市智行と共同でドリーミュージックを設立、BMGの経営から退いた。
2003年、ゾンバ・レコーズ・ジャパンを吸収合併。
2004年8月、親会社が、合併によりソニーBMG・ミュージックエンタテインメント（Sony BMG Music Entertainment, Inc. 現：米国ソニー・ミュージックエンタテインメント）となる。
2005年10月、株式会社BMGファンハウスから株式会社BMG JAPANへ社名変更。21年半続いたファンハウスの名称が消滅。

#### ソニー・ミュージックレーベルズへの承継と吸収合併
2008年10月、株式会社ソニー・ミュージックエンタテインメントの完全子会社となる。
2009年6月、社内カンパニー制の導入。以後、国内制作部門をアリオラジャパン、洋楽部門をRCA/JIVEグループと呼称する。
2009年10月、国内制作部門を新設分割により設立されるアリオラジャパンへ、撤退前に制作された演歌・歌謡曲部門等の音源をソニー・ミュージックダイレクト（現：株式会社ソニー・ミュージックレーベルズ）、RCA/JIVEグループを吸収分割によりソニー・ミュージックジャパンインターナショナル（現：ソニー・ミュージックレーベルズ）へそれぞれ承継する形で、BMG JAPANはソニー・ミュージックエンタテインメントに吸収合併され解散。旧日本ビクター・RCAレコード事業部時代から通算して41年に及ぶ歴史に幕を下ろし、規格品番も本来の「BV」、小田和正のプライベートレーベル"Little Tokyo"にて利用されているファンハウス時代からの「FH」共に、アリオラジャパンを経て今日のソニー・ミュージックレーベルズへ引き継がれた。
RCA、およびFUN HOUSE等の各種ロゴ（レーベル）がその後の諸般の事情などにより使用できなくなったのに伴い、旧RVC → BMGビクター → BMGジャパン → BMGファンハウス → BMG JAPAN時代より発売されているアルバムやCD選書などの旧譜は随時GT Music、またはCS RECORDS等の各種レーベルに置き換えられ、更に制作・発売元のクレジットがソニー・ミュージックダイレクトを経て、ソニー・ミュージックレーベルズに変更された上で、製造出荷されている。また、上記のRCA、およびFUN HOUSE等の各種レーベルからリリースされた楽曲の原盤権は2024年現在、ソニー・ミュージックレーベルズが保有している。

## レーベル
- ability
- Akimo（秋元康プロデュース・レーベル）
- air RECORDS（1979年、小杉理宇造が創立。第1弾アーティストは山下達郎）
- ariola
- Arista
- Augusta Records（2002年設立、オフィスオーガスタ所属アーティスト専用レーベル。2017年4月にレーベル毎ユニバーサルミュージックに移管）
- BELO
- BERG（1998年設立、2003年消滅。ビーイング専用レーベル）
- DANTREX
- Dear Heart（RVC時代。1984年レーベルごとミディに移管）
- EBONY STONE
- ファンハウス
  - EXPRESS（ファンハウス発足当初の1984年のみ、東芝EMIとの共用レーベル。1985年より再び東芝EMI専用レーベルに変更された）
  - Little Tokyo（リトルトーキョー／1989年創立の小田和正のプライベート・レーベル。独立時代のファンハウス内のレーベルだった）
  - Rhythm Suite（リズム・スイート）
- HAPPY SONG RECORDS（THE HIGH-LOWS、ザ・クロマニヨンズのプライベート・レーベル）
- LIPOP RECORDS（キャラクターソングを含むアニメソング専用レーベル）
- NANA
- Om（オーン：1988年 - 1994年）／iDEAK（イデアック：1995年 - ）（ともに角松敏生のプライベート・レーベル）
- RCA
- Rhythmedia Tribe（Rhythmedia所属アーティスト専用レーベル）
- TRAPIT
- W.A.A.A.
- ZIG
- ZAG

## 所属アーティスト
※いずれもBMG JAPAN解散時のもの。BMG JAPAN解散時まで所属していたアーティストは2024年4月現在、ソニー・ミュージックレーベルズ（旧アリオラジャパン、および旧ソニー・ミュージックジャパンインターナショナル、旧ソニー・ミュージックダイレクト）等が管理。

### 日本国内
- AZU（アズ）（2007年〜2009年）
- Astro（2006年〜2009年）
- BUCK-TICK（ビクターインビテーション → ユニバーサルミュージックから移籍）（2004年〜2009年）
- CHEHON（2008年〜2009年）
- DEEN（ビーイング系） - B-Gram RECORDS → BERG（2003年まで）（2004年〜2009年）（2013年に同じソニー・ミュージックグループのエピック・レコードジャパンへ移管）
- GO!GO!7188（東芝EMIから移籍）（2007年〜2009年）
- LADY BiRD（2009年）
- LITTLE（ユニバーサルミュージックから移籍）（2007年〜2009年）
- MAKAI（2008年〜2009年）
- MCU（2004年〜2009年）
  - マツリルカ（2005年〜2006年）
- MISIA（ARISTA JAPAN/BMGジャパン → エイベックス → BMG JAPAN）（1998年〜2001年、2007年〜2009年）
- orange pekoe（ → キングレコード）（2002年〜2009年）
- RUB-A-DUB MARKET（2006年〜2009年）
- SBK（スケボーキング）（2008年〜2009年）
- SEAMO（シーモ）（ → ユニバーサルミュージック）（2005年〜2009年）
- S.E.N.S.（センス）（2002年〜2009年）
- THE NEATBEATS（2004年〜2009年）
- 8otto（2007年〜2009年）
- 浅井健一（2006年〜2009年）
- あみん（2007年〜2009年）
- 伊東ゆかり（ユニバーサルミュージックから移籍）
- 小田和正（1999年〜2009年）
- 角松敏生（RVC時代の1981年デビューから在籍）（1981年〜2009年）
- 杏子（ユニバーサルミュージックから移籍）（2003年〜2009年）
- ザ・クロマニヨンズ（2006年〜2009年）
- スガシカオ（ユニバーサルミュージックから移籍）（2003年〜2009年）
- スキマスイッチ（2003年〜2009年）
  - 大橋卓弥
- 秦基博（2006年〜2009年）
- 松たか子（BMGジャパン → Polydor／UNIVERSAL J → BMG JAPAN）（1997年〜1998年、2006年〜2009年）
- ミトカツユキ（2007年〜2009年）
- !wagero!（2005年〜2009年）

etc…

#### 旧所属アーティスト
- AION（1991年～1995年）
- access（1992年〜1995年）
- arp（2003年〜2005年）（ → ジェネオン エンタテインメント）
- AI（2000年〜2002年）
- THE YELLOW MONKEY（ファンハウス時代の1996年に日本コロムビアから5億円で移籍、2001年1月に活動停止 → 2004年7月解散。再結成後は古巣の日本コロムビアへ再移籍を経て、2019年にワーナーミュージック・ジャパンへ移籍した。なお、ボーカルの吉井和哉はYOSHII LOVINSONとして東芝EMI/Virginを経て（その後、本名にアーティスト名義を戻して）日本コロムビアへ移籍したのち、A-Sketch[注釈 11]へ移籍した）[注釈 12]
- Will call（2001年）
- H ZETT M（2007年〜2008年）
- EMYLI（2003年）（ → アップフロントワークス）
- 奥田美和子（2003年〜2006年）（デフスターレコーズから移籍）
- カコイミク（2006年）
- KAN（2000年〜2001年）
- CANCION（2004年〜2006年）（解散）
- 関東裸会三羽烏（2001年）
- キンモクセイ（2001年〜2008年）（活動休止）
- 小島（1999年〜2002年）（解散）
- 54-71（2002年〜2003年）
- GOMES THE HITMAN（1999年〜2001年）
- SADS（2001年）（東芝EMIから移籍 → インディーズ → ユニバーサルミュージック → 2003年無期限活動停止 → 2010年活動再開し、エイベックスに移籍）
- さとう珠緒（1997年〜1998年）
- Genius（2003年〜2004年）
- 紫苑（2003年〜2005年）
- SHAZNA（1997年〜1998年）（ → 東芝EMI（Virgin Music） → 活動休止 → インディーズ（ネット配信）で活動再開 → 2009年3月解散）
- シャ乱Q（1992年〜2000年）（ → アップフロントワークス/zetimaレーベル）
- 聖飢魔II（1996年〜1999年）（FITZBEAT → Ki/oon Musicから移籍 → 1999年に解散 → 幾度か再集結）
- the samos（2007年）
- 舘ひろし（2012年、同じソニー・ミュージックグループのデフスターレコーズへ移籍）（1984年〜2005年）
- 玉置浩二（Kitty Records（現：ユニバーサルシグマ） → Sony Records → BMGファンハウス → Sony Recordsへ再移籍を経て日本コロムビアへ移籍）
- TAMAMIZU（2004年）
- THC!!（2005年〜2007年）
- DEXPISTOLS（2008年）
- Teruru...（ → Dichtenとして活動中）（2006年〜2007年）
- TOKYO No.1 SOUL SET（1998年）
- 七緒香 （1999年〜2000年）（ZAIN RECORDSよりBERGへ移籍、引退）
- NOKKO（1998年〜2000年）
- BY PHAR THE DOPEST（2006年〜2007年）
- ↑THE HIGH-LOWS↓（2004年〜2005年）（ユニバーサルシグマから移籍、末期のみ。休止後、真島昌利と甲本ヒロトはザ・クロマニヨンズを結成）
- PaniCrew（2005年）（コロムビアミュージックエンタテインメント/Passionレーベル → ポニーキャニオン）
- 久松史奈（1990年〜1997年）
- ビビアン・スー（1997年〜1999年）
- HEESEY WITH DUDES（2003年〜2005年）
- the fantastic designs（1997年〜2001年）
- Fonogenico（フォノジェニコ）（2006年〜2007年）
- 福耳（2003年〜2006年）（ → エイベックス内rhythm zone）
- 福山雅治（1990年〜1999年）（ → ユニバーサルJ）
- ブラックビスケッツ（1997年〜1999年）（企画として活動を開始した親番組の終了に従い、活動停止）
- THE BRICK'S TONE（1993年〜1994年）（ → インディーズ）
- フルカワミキ（2006年〜2008年）
- FULL MONTY（2001年）
- bless4（2003年〜2005年）
- 松崎しげる（ → オーマガトキ（新星堂子会社））
- 山田タマル（2006年〜2008年）
- YOUNG PUNCH（2000年〜2002年）
- The LOVE（1997年〜2000年）（ → インディーズヘ移籍して活動中止）
- Local Bus（2002年〜2004年）

etc…

### 海外
- アヴリル・ラヴィーン
- アリシア・キーズ
- アンチ－フラッグ
- イン・シンク
  - ジャスティン・ティンバーレイク
- クリスティーナ・アギレラ
- クリスタル・マイヤーズ
- サンタナ
- シアラ
- ディープ・パープル
- ドートリー
- ナタリー・インブルーリア
- パール・ジャム
- バックストリート・ボーイズ
- P!NK
- フー・ファイターズ
- フェアーグラウンド・アトラクション
- ブリトニー・スピアーズ
- ヴェルヴェット・リヴォルヴァー
- ホイットニー・ヒューストン
- レイチェル・ヤマガタ
- レオナ・ルイス
- ロッド・スチュワート

etc…

## BMGビクター時代のアーティスト
- DIE IN CRIES（1992年〜1995年）
- B'z（ビーイング系、BMGビクター air records（1988年〜1990年） → BMGビクター ZEZ（1990年〜1992年） → BMGルームス ZEZ（1992年〜1994年） → BMGルームス VERMILLION（1995年） → Rooms RECORDS VERMILLION（1995年〜、自主レーベル） → VERMILLION RECORDS（2002年、名称変更））
- B.B.クィーンズ（ビーイング系、BMGルームス。2011年の期間限定再結成時はB-Gram RECORDS）
- Mi-Ke（ビーイング系、BMGルームス）
- 織田哲郎（ビーイング系、BMGルームス → エイベックス → インディーズ → ユニバーサルJ → キングレコード）
- 近藤房之助（ビーイング系、BMGルームス → ZAIN RECORDS）
- 坪倉唯子（ビーイング系、BMGルームス）
- 日詰昭一郎（ビーイング系）
- 栗林誠一郎（ビーイング系、BMGルームス）
- DIMENSION（ビーイング系、BMGルームス → ZAIN RECORDS）
- 西城秀樹（RCAレコード（旧日本ビクター → ビクター音楽産業 → RVC → RCAアリオラ・ジャパン → RCA/アリスタ） → D.O.G. HOUSEレーベル（1991年、後にBMGルームス傘下となる） → BMGビクター（1993年、BMGルームス時代の音源はビーイングが保有） → キングレコード（1999年） → NAYUTAWAVE RECORDS）
- 三笠優子（RVC時代から在籍。 → キングレコード（演歌部門廃止による）。）
- 角川博（RVC時代から在籍。 → キングレコード（演歌部門廃止による）。RVC - BMG時代の楽曲の原盤権は芸映も所持しているため、キングレコードも同社からの原盤供給によりオリジナル音源で発売）
- 神野美伽（角川とともにRVC時代から在籍。 → キングレコード（演歌部門廃止による。角川同様RVC - BMG時代の楽曲の原盤権は芸映も所持しているため、キングレコードも同社からの原盤供給によりオリジナル音源で発売）
- 前川清（ポニーキャニオンからの移籍で1994年「恋するお店」～1997年「薔薇のオルゴール」まで在籍。 → 同年ガウス・エンタテインメントへ）
- 西村亜希子（RVC時代から在籍。 → 日本クラウン（演歌部門廃止による））
- 西方裕之（RVC時代から在籍。 → テイチクエンタテインメント（演歌部門廃止による） → キングレコード）
- 上杉香緒里（ → テイチクエンタテインメント（演歌部門廃止による））
- 宇多川都（ → NAYUTAWAVE RECORDS（演歌部門廃止による））
- 山口貴光
- 田中瑞穂（現：沙川みずほ。 → 徳間ジャパンコミュニケーションズ（演歌部門廃止による））
- 林田健司（1991年〜1996年まで在籍。その後、ビクターエンタテインメント → インディーズ）
- 男闘呼組
  - 成田昭次（ → インディーズ → 日本クラウン → 再度インディーズへ）
- 中江有里（1991年〜1993年）
- 堀井勝美PROJECT
- 河内淳一（1991年から2年間はファンハウスに在籍）
- D'ERLANGER（メジャーデビューからわずか1年で解散。2007年に再結成、cutting edgeに在籍）
- NORMA JEAN（1990年〜1994年）
- JUSTY-NASTY（POLYSTARから移籍し1995年に解散。2015年に再結成、Beatniks Recordsに在籍）
- GO-BANG'S（ポニーキャニオンから移籍も1994年に解散）
- RUDIE MIDNIGHT RUNNERS
- 三上博史（ビクターインビテーションから移籍、その後フリーに。現在は本業の俳優業に専念しつつ、歌手活動も並行して行っている）
- 室井憲一（1993年〜1994年、J-BLOODS時代はポニーキャニオンに所属）
- 杉本彩
- 飯島愛
- 久松史奈（ → テイチクエンタテインメント → インディーズ）
- 小野リサ
- グレートチキンパワーズ
- オルケスタ・デ・ラ・ルス
- ストリート・ダンサー

etc…

### RVC時代のアーティスト（RCAビクター時代を含む）
- 和田アキ子（ → ワーナーミュージック・ジャパン → テイチクエンタテインメント → Virgin Music。RVC、ワーナー、テイチク時代の音源はホリプロが所持。日本におけるRCAレーベル第1号歌手）
- 藤圭子
- 内山田洋とクール・ファイブ
  - 前川清（ → ポニーキャニオン → （旧）BMGジャパン（事実上のRCAレーベルへの復帰） → ガウスエンタテインメント（現：徳間ジャパンコミュニケーションズガウス制作室） → テイチクエンタテインメント）
- 森田健作（ → フォーライフ）
- 野村真樹（現：将希）
- 本郷直樹
- 野路由紀子
- 柴俊夫
- あおい輝彦（ → エレック → テイチク → ポニーキャニオン → 徳間ジャパンコミュニケーションズガウス制作室）
- キャッスル&ゲイツ
- シモンズ
- フィフィ・ザ・フリー（ユニオン → アルファミュージック → RCA）
- 牧村三枝子（後にポリドール → トーラス → ニュートーラス（共に現：ユニバーサルミュージック）→バップに移籍）
- 沢田亜矢子（ → 日本クラウン。後年、あべ静江・林寛子・大場久美子とのユニット「女盛りゲザデレタ」でガウスからリリース）
- 南陽子
- 浅野ゆう子（ → 90年代に入り、ファンハウスよりクラシックの名曲にナレーションを加えたコラボアルバムを3種発売）
- リトル・ギャング
- 桑名正博（ → 1988年、アルファ・ムーン（ワーナーミュージック・ジャパン）へ移籍）
- 山下達郎（1976年〜1982年）
- 竹内まりや（山下・竹内ともアルファ・ムーン設立に関与し移籍。ムーン・レーベルはワーナーミュージック・ジャパンの1レーベル）
- 大貫妙子（日本クラウン → RVC → MIDI INC.（「dear heart」レーベルごと移籍） → 東芝EMI → ソニー・ミュージックダイレクト）
- 吉田美奈子（ショーボート・レコード（配給はトリオ） → RVC（当初はアルファ・アンド・アソシエイツが原盤制作。アルファ時代の音源はソニー・ミュージックダイレクトから発売） → MCAビクター → ユニバーサルビクター → avex → インディーズ）
- 永田英士（東芝EMI（永田英二名義） → CBS・ソニー（八田英士名義） → RVC → ビクターレコード（永田英士名義） → 現在は長田栄二名義で音楽プロデューサーとして活動中）
- ビューティ・ペア
- レイジー（解散、エアーズに移籍の上で再結成 → ランティス）
  - ミッシェル（現：影山ヒロノブ、 → 徳間音楽工業）
- 久木田美弥
- 北原由紀
- 越美晴（ → アルファレコード（¥ENレーベル） → テイチク（Non Standardレーベル） → Sixty Records（販売は日本フォノグラム） → ファンハウス（BMGビクターと合併前） → 日本コロムビア → インディーズへ）
- EPO（ → MIDI INC.（大貫妙子とともに「dear heart」レーベルごと移籍） → ヴァージン・ジャパン → 東芝EMI → キティエンタープライズ（現：ユニバーサルシグマ） → ワーナーミュージック・ジャパン）
- 近藤真彦（1980年〜1984年）（ → CBS・ソニー（ソニーレコード））
- 新藤恵美
- 鈴木一平
- 矢野良子
- ヒロシ&キーボー
- 水前寺清子（1980年秋にクラウンレコードから移籍したが、1989年に古巣の日本クラウンに復帰した）
- 中条きよし（キャニオン → テイチク → RVC → キング → ポリドール → バンダイミュージック → 徳間ジャパンコミュニケーションズガウス制作室）
- 石川秀美（1982年〜1990年）
- 松本友里
- 森下恵理（ → トイズファクトリー → TOM RECORDS）
- 佐野量子（ → テイチク）
- 勇直子
- 真弓倫子
- 青山こうじ
- 山本陽一
- 山口かおり

etc…

## ファンハウス時代のアーティスト
- オフコース（東芝EMIから移籍、小田和正もソロとして現在まで在籍）
- チューリップ（東芝EMI → ファンハウス → 日本コロムビア → ビクターエンタテインメント【財津和夫もソロとして在籍】）[注釈 13]
- 加山雄三（東芝EMI → ファンハウス → ドリーミュージック設立に関与し移籍）[注釈 14]
- 甲斐バンド（東芝EMIから移籍するも、ファンハウス発表時の音源を買取り東芝EMIに復帰）
- 杉田二郎（東芝EMIから移籍、現在はアップフロントワークス・ライスミュージックに在籍）
- 稲垣潤一（東芝EMI → ファンハウス → BMGビクター・BMGジャパン（ファンハウス合併前） → Continental → Imperial Records → ユニバーサル ストラテジック マーケティング ジャパン）[注釈 15]
- 薬師丸ひろ子（キティレコード → 東芝EMI → ファンハウス → EMIミュージック・ジャパンに復帰 → ビクターエンタテインメント）
- 沢口靖子（東芝EMI → ファンハウス → 東芝に復帰。現在は歌手としての活動を休止し、本業の女優業に専念）
- 神田正輝（東芝EMIから移籍。現在は歌手としての活動を休止し、本業の俳優業に専念）
- 坂本九（東芝EMIから移籍。ただし日本航空123便墜落事故により死去したためリリースはシングル1枚のみ）
- 鈴木雄大（ポリスターから移籍 → インディーズへ）
- 岡村孝子（ → ワーナーミュージック・ジャパン → BMG JAPANに復帰 → ヤマハミュージックコミュニケーションズ。2007年に活動再開したあみんもBMG JAPANの在籍）
- 井上大輔
- 小林明子
- XIE-XIE（植田尚樹・佐藤克彦が「KOZIMA」以前に在籍したバンド）
- 喜多嶋舞（女優業に専念する為に歌手活動を休止し、2015年に芸能活動を引退）
- 辛島美登里（ビクター → キングレコード[注釈 16] → ファンハウス → 東芝EMI → インディーズ → ソニー・ミュージックダイレクト）
- 永井真理子（ → 東芝EMI → インディーズ）
- 陣内大蔵（ → 徳間ジャパンコミュニケーションズ）
- 横山輝一（ → 活動休止 → ポリスター → BMGジャパン（ファンハウス合併前） → R&C Japan（現：よしもとミュージック）→現在はファンクラブ向けにCDを販売）
- 王様（ → フォーライフ・レコード）
- 森川由加里（ → CBS・ソニー）
- 麗美（日本コロムビア → Sixty Records（販売は日本フォノグラム） → ファンハウス）
- 平山みき（旧芸名：平山三紀。コロムビア → CBS・ソニー → ファンハウス → アップフロントワークス・ライスミュージック）
- 斉藤和義（ → ビクターエンタテインメントのレーベル「SPEEDSTAR RECORDS」に在籍）[注釈 17]
- 近藤名奈（ → ポリスター）
- TWIGGY
- LesVIEW
- ムーンライダーズ（東芝EMI → ファンハウス → キューンソニー → ワーナーミュージック・ジャパン/DREAM MACHINE）
- Cindy
- access（ → アンティノスレコード → ソニー・ミュージックアソシエイテッドレコーズ → ダーウィンレコード）
- SING LIKE TALKING（ → ユニバーサル）
- See-Saw（ → ビクターm-serve → JVCエンタテインメント/フライングドッグ）
- 植木等（東芝EMIから移籍。2004年死去）[注釈 18]
- 谷啓（キングレコード → 東芝EMI → ファンハウス。2010年死去）[注釈 18]
- 吉田栄作[注釈 19]
- 田原音彦（音楽プロデューサーに転向）
- 川村かおり（ポニーキャニオンから移籍 → 「SORROW」名義でインディーズへ → ユニバーサル）
- BEYOND（1993年に黄家駒の逝去により日本から撤退 → 1999年にロックレコードへ移籍するが同年末に活動休止 → 2003年に活動再開も2005年末に再度活動休止）
- KOZIMA
- BOO WHO WOO
- B-Wish（JIVEの宮下文一・前田克美、片山恵理が結成したユニット）
- 出口雅之（FITZBEAT/CBS・ソニー（GRASS VALLEY） → 解散後、REV名義でビーイングに移籍 → アーティスト名を出口雅之に戻しファンハウスに移籍 → Suicide Sports Carを結成しユニバーサルに移籍）
- BEGIN（テイチク/BAIDIS → ファンハウス → Imperial Records）
- 庄野真代（日本コロムビア → 東芝EMI → ファンハウス → S2S（自主制作））
- サーカス（アルファレコード → ワーナー・パイオニア → 日本コロムビア → バップ → ファンハウス → ソニー・ミュージックダイレクト）
- コシミハル（RVC → アルファレコード / ¥ENレーベル → テイチク / Non Standard → Sixty Records → ファンハウス → 日本コロムビア → ニュートーラス（ベスト・アルバム「オール・ポルトレ」のみ） → インディーズへ）
- 渡辺美奈代（CBS・ソニー → ファンハウス → キングレコード）
- TAMTAM（Sixty Records → ファンハウス → 日本コロムビア）
- 村瀬由衣
- 高橋名人（自身の本名である「高橋利幸」名義として活動。フォーライフから移籍 → ファンハウス → 2008年インディーズとして一時的に音楽活動再開）
- 大事MANブラザーズバンド（ → 日本コロムビアへ移籍後、1996年に解散）
- タケカワユキヒデ（1993年〜1994年。在籍時に「ガンダーラ伝説」がヒット）
- 水谷圭（東芝EMIからシングル3枚・アルバム1枚発売後、ラストシングル「ライク・ア・ヴァージン」のみ）
- 秋山絵美
- OK's
- 大塚純子（大塚ジュンコ名義でシングル、アルバム各1枚リリース → The gardensとしてTOYS FACTORYへ）
- 井上麻美

etc…

## コンピレーション・アルバム

### シリーズ
- SOUL'D OUT〜Ultimate R & B Collection〜（1998年〜2001年）
- ファイン(FINE)（2003年〜2008年）
- フィーノ(FINO)（2002年〜2007年）
- kiss（2003年〜2006年）
  - kiss〜for ladies only（2003年）
  - Kiss 〜weekend love story〜（2003年）
  - Kiss 〜Xmas love story〜（2003年）
  - Kiss CLASSICS 〜TV drama & cinema〜（2004年）
  - kiss 〜Best for lovers〜（2005年）
  - kiss 〜dramatic silence〜（2006年）
- 僕たちの洋楽ヒット（2002年〜2004年）
- パーフェクト!（2008年）

etc…

### その他
- 西城秀樹ROCKトリビュート（1997年）
- J-POP COLLECTION（1999年）
- ZIP-FM 7th ANNIVERSARY{RED HOT ZIP}〜ZIP HOT 100（2000年）
- fm osaka 30th Anniversary HIT POPS 100 〜BMG BURGER〜（2000年）
- HELLO!〜CM SONG & GOOD MUSIC〜（2003年）
- 僕はメロンにメロンメロン〜スーパーキッズ・CMデラックス〜（2003年）
- J-STANDARD 003「元気」（2004年）
- CROSSOVER JAPAN '04（2004年）
- テクノ・ポップ（2004年）
- 802 HEAVY ROTATIONS 〜OVERSEAS SELECTION '95-'97（2004年）
- 802 HEAVY ROTATIONS 〜J-HITS COMPLETE '92-'94（2004年）
- いぬのおんがく inspired from「いぬのえいが」（2005年）
- THE JAPAN GOLD DISC AWARD 2006（2006年）
- ありがとう Thanks to you all（2006年）
- DEATH NOTE TRIBUTE（2006年）
- シャイニー GIRL'S HIT STYLE（2008年）
- 懐かしの「平凡ソング」ヒット・パレード（2008年）
- Eternal -the best love songs of female-（2008年）
- ラブレター（2008年）
- Augusta Camp Best Collection 1999-2008（2008年）
- 「誰も知らない泣ける歌」外伝〜なみだのバラード（2009年）

etc…

### 発売中止となった作品
- MILLION（1999年）[6]
  - MISIA「つつみ込むように…」、大黒摩季「ら・ら・ら」、稲垣潤一「クリスマスキャロルの頃には」等のミリオンセールスを記録した楽曲を収録したコンピレーション・アルバムとして発売予定だった。

etc…